# Digital Campus Zollverein

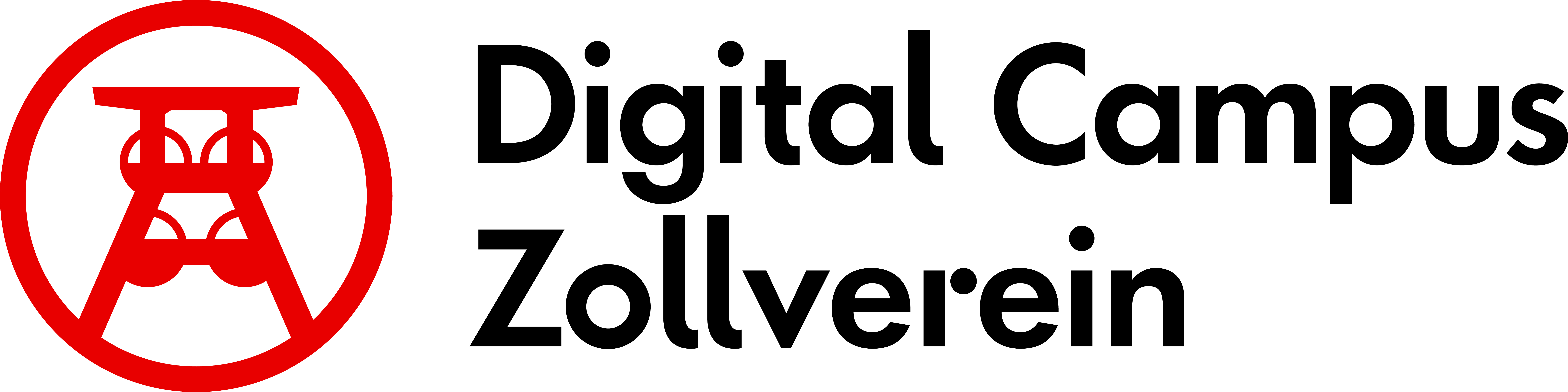
Logo Digital Campus Zollverein

Der Digital Campus Zollverein e. V. ist ein Netzwerk für Digitalisierung auf dem UNESCO-Welterbe Zollverein in Essen. Dem Verein gehören rund 75 Unternehmen, Hochschulen und Institutionen aus dem Ruhrgebiet an. Überregional bekannt wurde der Digital Campus durch die KI-Biennale und Veranstaltungen im Bereich Digitale Transformation und Künstliche Intelligenz.

## Geschichte und Standort
Der Digital Campus Zollverein wurde am 24. September 2019 von 22 Unternehmen aus dem Ruhrgebiet gegründet. Stand 2025 zählt der Digital Campus Zollverein rund 75 Mitglieder aus Wirtschaft, Wissenschaft und Gesellschaft. Geschäftsführender Vorstand ist Christian Kleinhans.

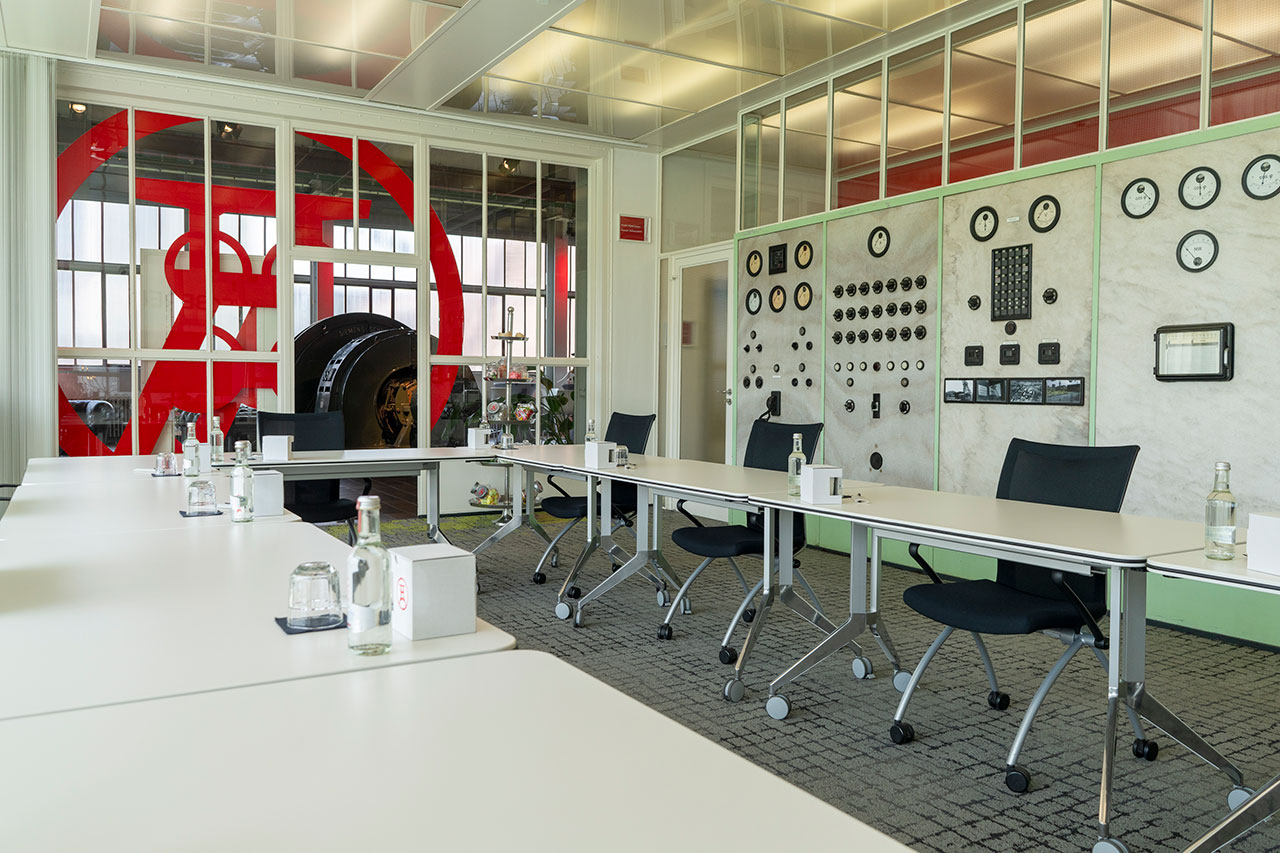
Digital Campus Zollverein in der historischen Schaltzentrale der Zeche Zollverein

Die Räume des Digital Campus Zollverein befinden sich im Schalthaus. Dort wurde früher der Strom für das gesamte Bergwerk verteilt.

## Ziele und Schwerpunkte
Der Digital Campus Zollverein versteht sich als Reallabor und Impulsgeber für den Strukturwandel im Ruhrgebiet – dem größten Ballungsgebiet Deutschlands. Am Standort des ehemaligen Steinkohlebergwerks Zeche Zollverein trägt der Digital Campus Zollverein dazu bei, die digitale Transformation und Innovationsfähigkeit in Deutschland voranzutreiben. Ziel ist es, Transformationsprozesse in Unternehmen und Institutionen durch Pilotprojekte, Veranstaltungen und Bildungsformate zu begleiten.
Der Digital Campus beschäftigt sich insbesondere mit diesen Themen:
- Digitale Transformation
- Künstlicher Intelligenz (KI)
- Cybersecurity
- Digitale Bildung und Arbeitswelt 4.0
- Wasserstofftechnologie und Energiewende
- Digitale Innovationsfähigkeit
- Digitale Nachhaltigkeit
- Wissensmanagement

## Mitglieder und Partner
Mitglieder im Digital Campus Zollverein sind etablierte Unternehmen, Institutionen und Hochschulen. Mitglied können grundsätzlich alle Unternehmen, Institutionen und Hochschulen werden, die an der Digitalen Transformation im Ruhrgebiet mitwirken möchten. Die Aufnahme erfolgt auf Antrag und durch Vorstandsbeschluss. Es findet jährlich eine Mitgliederversammlung statt.

### Mitglieder Digital Campus Zollverein
(Stand: 4/2025)
| Accenture                                             |
| adesso                                                |
| AHAG Group                                            |
| BECK Objekteinrichtungen                              |
| Brownfield24                                          |
| BRYCK                                                 |
| Business Metropole Ruhr                               |
| BUWOG Bauträger                                       |
| CGI Deutschland                                       |
| CONDOR Schutz- und Sicherheitsdienst                  |
| Decadia                                               |
| Deutsches Zentrum für Luft- und Raumfahrt e. V. (DLR) |
| DMT (TÜV NORD)                                        |
| Drees & Sommer                                        |
| Duisburg Business & Innovation                        |
| EGLV (Emschergenossenschaft/Lippeverband)             |
| elpix AG                                              |
| E.ON                                                  |
| Essener Wirtschaftsprüfungsgesellschaft EWG           |
| ETL Prüfung & Beratung                                |
| Evonik Industries                                     |
| FOM Hochschule                                        |
| FUSEKI                                                |
| GasLINE                                               |
| GELSEN-NET Kommunikationsgesellschaft                 |
| Gelsenwasser                                          |
| Gelsenkirchen Stadtverwaltung                         |
| Hagedorn Unternehmensgruppe                           |
| Handwerkskammer Münster                               |
| Franz Haniel & Cie.                                   |
| imc information multimedia communication              |
| Immobilien Management Essen                           |
| Iqony                                                 |
| Knappmann Landschaftsbau                              |
| Knappschaft Kliniken                                  |
| Messe Essen                                           |
| Open Grid Europe                                      |
| opta data Gruppe                                      |
| PLEdoc                                                |
| Pusch Wahlig Workplace Law                            |
| RAG Aktiengesellschaft                                |
| RAG-Stiftung                                          |
| Radiotec Connect                                      |
| Realcore Group                                        |
| Regionalverband Ruhr                                  |
| Rot-Weiss Essen                                       |
| ruhr:HUB                                              |
| Ruhr Tourismus                                        |
| Ruhrwert                                              |
| RWI – Leibnitz-Institut für Wirtschaftsforschung      |
| RWTH Aachen Business School                           |
| Schalke 04                                            |
| Schmiede Zollverein                                   |
| Siemens Energy                                        |
| Sparkasse Essen                                       |
| Stadt Essen                                           |
| Stadtwerke Essen                                      |
| Privatbrauerei Jacob Stauder                          |
| STEAG                                                 |
| Stiftung Zollverein                                   |
| TechnoTeam Informationssysteme GmbH                   |
| Thyssengas                                            |
| Thyssenkrupp Services                                 |
| TÜV IT                                                |
| TÜV NORD                                              |
| Universitätsklinikum Essen                            |
| Vallone                                               |
| VfL Bochum 1848                                       |
| vitronet Holding                                      |
| VIVAWEST Wohnen                                       |
| Vonovia                                               |
| Vorwerk                                               |

## Finanzierung
Der Verein finanziert sich ausschließlich durch Mitgliedsbeiträge.

## Projekte und Veranstaltungen
Der Digital Campus Zollverein ist Initiator und Veranstalter verschiedener Formate, die Digitalisierung, Technologie, Kunst und Gesellschaft interdisziplinär zusammenführen.

### KI-Biennale 2024

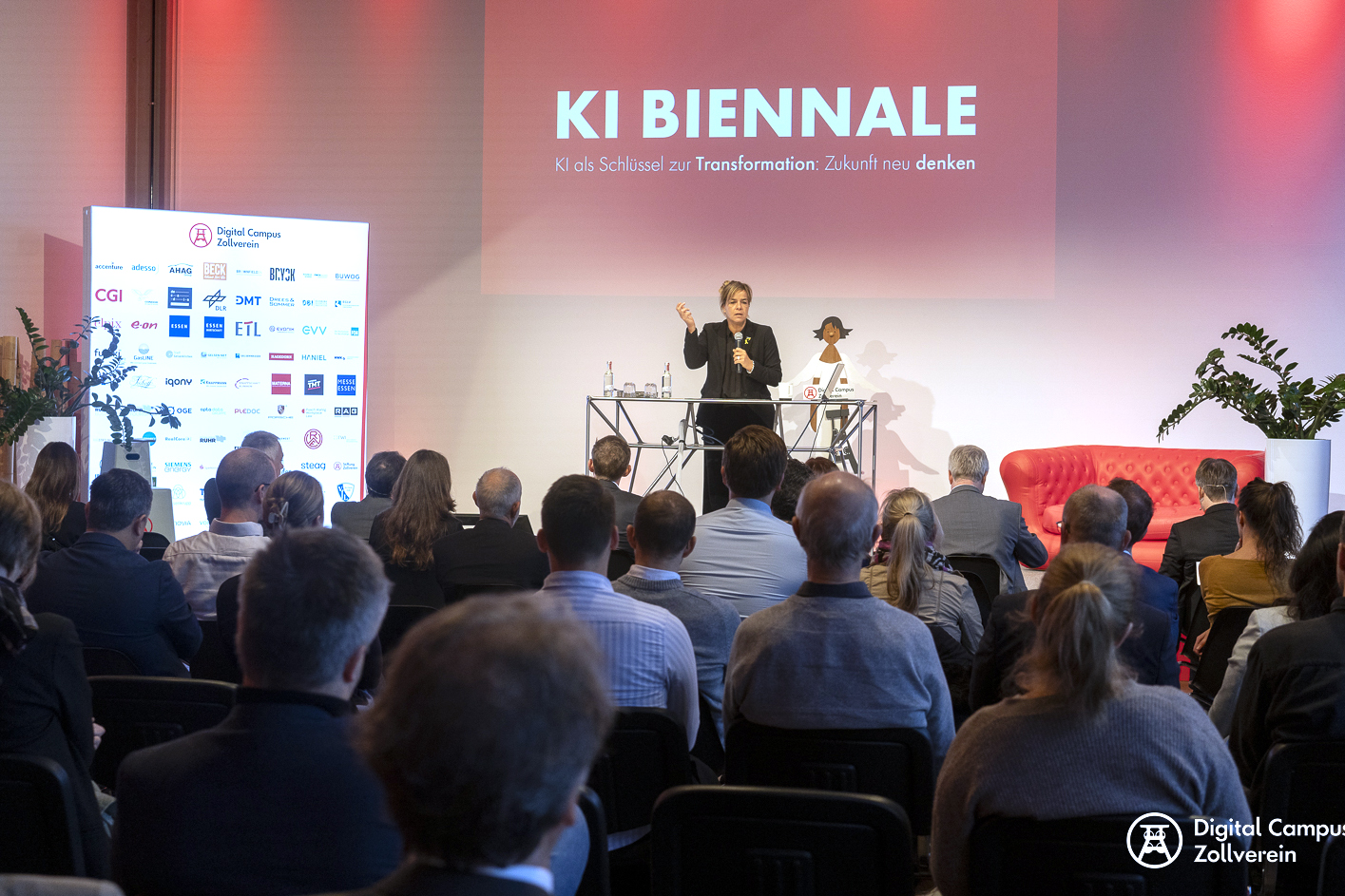
NRW-Wirtschaftsministerin Mona Neubaur eröffnete die KI-Biennale 2024

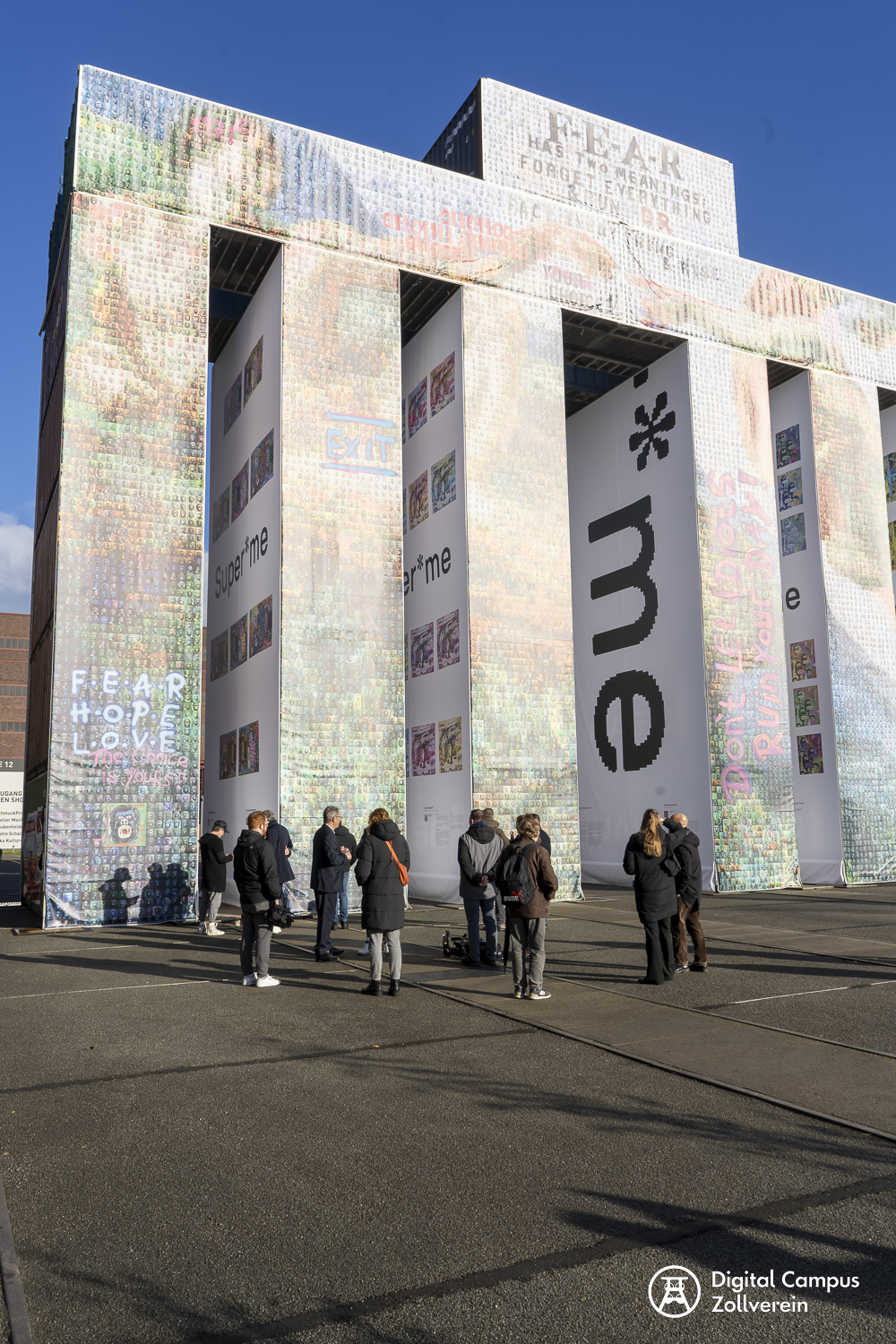
Kunstwerk „Global Gate“ bei der KI-Biennale 2024 auf Zeche Zollverein

Im November 2024 richtete der Digital Campus Zollverein gemeinsam mit über 60 Unternehmen die zweite KI-Biennale aus. Die Veranstaltung mit rund 1.000 Besuchern fand auf dem UNESCO-Welterbe Zollverein in Essen statt und widmete sich den Potenzialen und Herausforderungen von Künstlicher Intelligenz in Gesundheit, Energie, Kunst und gesellschaftlicher Transformation.
Ein zentrales Element der KI-Biennale war das Kunstwerk Global Gate, das aus 37 Frachtcontainern in Form des Brandenburger Tors errichtet wurde. Das Kunstwerk war zuvor bereits in Hamburg, Frankfurt am Main und Dubai zu sehen; die Oberfläche wurde von lokalen Künstlern jeweils neugestaltet. Die Gestaltung in Essen übernahm der Künstler Thomas Wirth alias „Super*me“, der 13.000 KI-generierte Affenköpfe nutzte, um das Motiv Die Erschaffung Adams von Michelangelo nachzubilden. Die Rückseite des Werks war dem Thema Demokratie gewidmet.
Die erste KI-Biennale fand im Juni 2022 ebenfalls in Essen statt. Sie war verteilt auf mehrere Standorte in der Stadt. Veranstalter war die EMG – Essen Marketing GmbH.

### H2 | 120h – Wasserstoffwoche
Vom 28. September bis 2. Oktober 2020 veranstaltete der Digital Campus Zollverein eine Themenwoche zu Wasserstoffwirtschaft, Energiewende und Infrastruktur. Es beteiligten sich 29 Unternehmen, darunter Open Grid Europe, E.ON, DLR, TÜV und Emschergenossenschaft sowie Start-ups und Hochschulen.

## Bildungsangebote
Der Digital Campus Zollverein arbeitet eng mit Hochschulen zusammen, um den Wissenstransfer zu fördern und praxisorientierte Forschungsprojekte zu initiieren.

### Digital Expert Zollverein
Der Digital Expert Zollverein ist ein Weiterbildungsformat des Digital Campus Zollverein, das im Jahr 2020 gemeinsam mit der Business School der RWTH Aachen ins Leben gerufen wurde. Es richtet sich an Fach- und Führungskräfte aus Unternehmen, die Wissen zu Schlüsselthemen wie digitale Geschäftsmodelle, Künstliche Intelligenz, Nachhaltigkeit und Innovationskultur erhalten wollen. Das Programm dauert sechs Monate und wird mit einem Zertifikat der Business School RWTH Aachen sowie 10 ECTS-Punkten abgeschlossen.

### HySchool – Bildungsinitiative für die Wasserstoffwirtschaft
Der Digital Campus Zollverein steht gemeinsam mit Open Grid Europa und der RWTH Aachen Business School hinter der HySchool. Das zwei- bis dreitägige Weiterbildungsprogramm vermittelt Wissen zu den technischen, wirtschaftlichen und gesellschaftlichen Aspekten von Wasserstoff. Das Programm richtet sich an Fach- und Führungskräfte. In verschiedenen Modulen werden Grundlagen der Wasserstofftechnologie, Sicherheitsaspekte, Infrastruktur, Anwendungen in der Industrie sowie internationale Marktstrategien behandelt. Partner des Programms sind DLR, Hydrogen Metropole Ruhr, Hy.Region Rhein.Ruhr, Thyssengas, TÜV Nord, Zukunft Gas.

### Zertifikatsstudium „Digitale Transformation“
Seit 2021 bietet der Digital Campus Zollverein in Kooperation mit der FOM Hochschule für Oekonomie & Management ein berufsbegleitendes Weiterbildungsprogramm mit Hochschulzertifikat an. Das Programm mit dem Titel „Digitale Transformation: Tech Innovation“ wird am Standort Essen durchgeführt und richtet sich an Fach- und Führungskräfte, die sich auf strategische und technologische Herausforderungen der digitalen Transformation vorbereiten möchten. Thematisch deckt es unter anderem Innovationsmanagement, agile Methoden, digitale Geschäftsmodelle, Künstliche Intelligenz, Nachhaltigkeit und Change-Prozesse ab. Der Kurs hat eine Regelstudienzeit von 6 Monaten und umfasst digitale Lehrformate sowie Präsenzphasen.